# Studii universitare de licență
     Trei ani
     Patru ani
     Cinci ani
     Șase ani

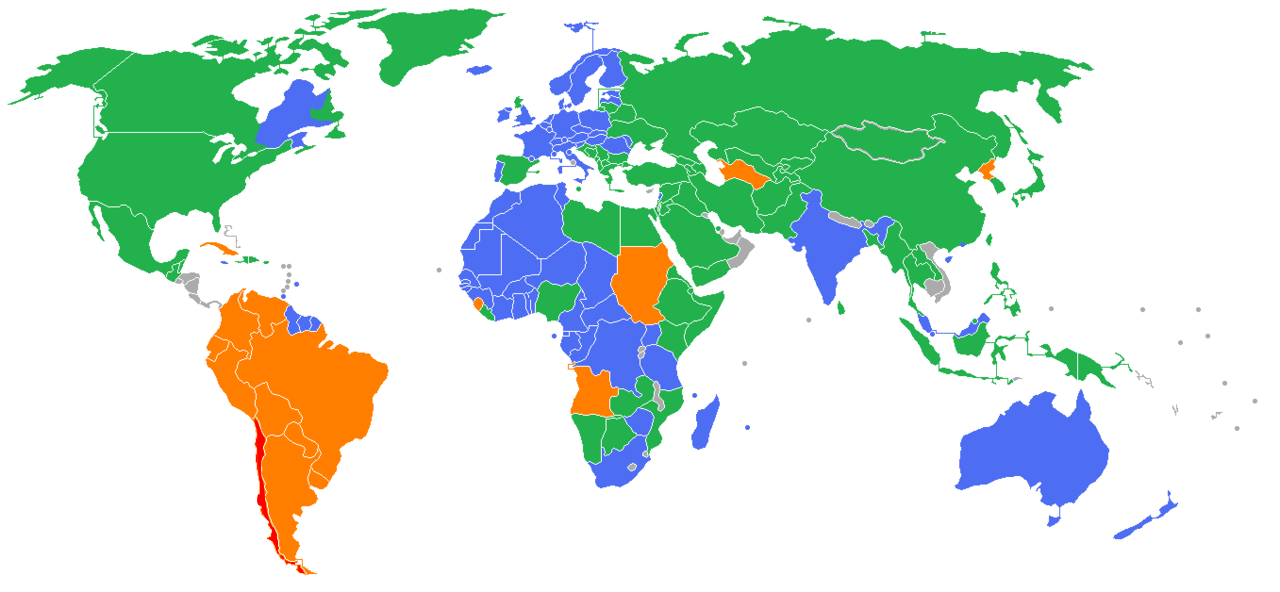
Harta arată cât timp le ia studenților obișnuiți din diferite țări să obțină o diplomă de licență
Trei ani
Patru ani
Cinci ani
Șase ani

Studii universitare de licență reprezintă primul nivel al învățământului universitar, oferind o calificare academică de bază într-un anumit domeniu de studiu. Acestea se desfășoară, de regulă, pe o durată de 3 până la 6 ani, în funcție de specializare și de cerințele instituției de învățământ superior.
Programele de licență pot oferi atât cunoștințe teoretice, cât și competențe practice. La finalizarea programului, absolvenții primesc titlul de licențiat și pot continua studiile la nivel de masterat sau pot intra pe piața muncii în domeniul ales.

## Sistemul Bologna
Studiile universitare de licență au de obicei o durată de 3 ani, care poate fi extinsă la 4-6 ani în anumite cazuri precum medicina sau alte specializări tehnice. Diplomele obținute în cadrul Sistemului Bologna sunt recunoscute în toate țările participante.
Conform procesului Bologna, un an de studiu reprezintă în general 60 credite (ECTS). Sistemul încurajează participarea la programe de schimb, cum ar fi Erasmus+, care permit studenților să studieze în alte universități din Europa și să-și transfere creditele obținute.

### Cursuri obligatorii
Acestea constituie fundamentul programului de studiu și includ disciplinele esențiale care definesc domeniul ales. Acestea creează baza necesară pentru specializarea ulterioară.
- Pentru un program în inginerie, cursurile obligatorii pot include matematică aplicată, mecanică și termodinamică.
- În cadrul unui program de economie, acestea pot cuprinde microeconomie, macroeconomie și contabilitate.

### Cursuri opționale/elective
Acestea permit dezvoltarea unor competențe complementare pe baza intereselor sau obiectivelor profesionale ale studenților.
- Într-un program de informatică, studenții pot opta pentru cursuri precum inteligență artificială, securitate cibernetică sau dezvoltare de programe.
- Într-un program de științe sociale, opționalele pot include psihologia organizațională, analiza politicilor publice sau antropologia culturală.

### Proiect final/licență
Proiectul final are rolul de a demonstra capacitatea studentului de a aplica cunoștințele dobândite în timpul studiilor și de a aborda critic problemele din domeniu. Proiectul este obligatoriu pentru obținerea diplomei și presupune:
- Alegerea unei teme relevante pentru domeniul de studiu.
- Efectuarea unei cercetări originale sau dezvoltarea unei soluții.
- Realizarea unei lucrări scrise, care trebuie susținută public în fața unei comisii academice.

În domeniul ingineriei, un proiect final poate consta în proiectarea unui dispozitiv sau simularea unui proces industrial. În științele umaniste, acesta ar putea fi o analiză literară, o cercetare istorică sau o disertație filosofică. În anumite domenii, acesta a fost înlocuit cu examene grilă.

## Domenii

### Științe umaniste
- Arte interpretative și spectacol
- Arte vizuale
- Istorie
- Limbi și literatură
- Drept
- Filosofie
- Studii religioase
- Divinitate
- Teologie

### Științe sociale
- Antropologie
- Arheologie
- Economie
- Geografie
- Lingvistică
- Științe politice
- Psihologie
- Sociologie

### Științe naturale
- Biologie
- Chimie
- Știința pământului
- Astronomie
- Fizică

### Științe formale
- Informatică
- Matematică
  - Matematică pură
  - Matematică aplicată

### Științe aplicate
- Agricultură
- Arhitectură și design
- Afaceri și economie
- Educație
- Inginerie și tehnologie
- Studii de mediu și silvicultură
- Știința familiei și a consumatorilor
- Performanța fizică umană și recreere
- Jurnalism, studii media și comunicare
- Drept
- Studii de bibliotecă și muzeu
- Medicină și sănătate
- Științe militare
- Administrație publică
- Politici publice
- Servicii sociale
- Transport

## Înainte de procesul Bologna
Diplomele de licență dinaintea procesului Bologna au fost recunoscute la nivel de studii de masterat (din perspectivă post-Bologna).
Există diplome de licență (dinaintea procesului Bologna) care au fost recunoscute la nivel de studii de Master (din perspectivă post-Bologna), și anume în Olanda, ca meester (mr.) și ca doctorandus (drs.). De asemenea, există posibilitatea echivalării titlului românesc de inginer ca titlu european Eur. Ing., prin FEANI, via AGIR sau altă asociație națională a inginerilor.